# Relais 4 × 400 mètres masculin aux Jeux olympiques d'été de 1984
Navigation
Moscou 1980 Séoul 1988
L'épreuve du relais 4 × 400 mètres masculin aux Jeux olympiques de 1984 s'est déroulée les 10 et 11 août 1984 au Memorial Coliseum de Los Angeles, aux États-Unis. Elle est remportée par l'équipe États-Unis (Sunder Nix, Ray Armstead, Alonzo Babers et Antonio McKay).

## Résultats

### Finale
| Rang               | Athlète                                                   | Pays            | Temps         | Note |
| ------------------ | --------------------------------------------------------- | --------------- | ------------- | ---- |
| Médaille d'or      | Sunder Nix Ray Armstead Alonzo Babers Antonio McKay       | États-Unis      | 2 min 57 s 91 |      |
| Médaille d'argent  | Kriss Akabusi Gary Cook Todd Bennett Philip Brown         | Grande-Bretagne | 2 min 59 s 13 |      |
| Médaille de bronze | Sunday Uti Moses Ugbusien Rotimi Peters Innocent Egbunike | Nigeria         | 2 min 59 s 32 |      |
| 4                  | Bruce Frayne Darren Clark Gary Minihan Rick Mitchell      | Australie       | 2 min 59 s 70 |      |
| 5                  | Roberto Tozzi Ernesto Nocco Roberto Ribaud Pietro Mennea  | Italie          | 3 min 1 s 44  |      |
| 6                  | Richard Louis David Peltier Clyde Edwards Elvis Forde     | Barbade         | 3 min 1 s 60  |      |
| 7                  | John Govile Moses Kyeswa Peter Rwamuhanda Mike Okot       | Ouganda         | 3 min 2 s 09  |      |
| 8                  | Michael Sokolowski Doug Hinds Bryan Saunders Tim Bethune  | Canada          | 3 min 2 s 82  |      |

## Légende
Records et Performances
- AR : Record continental (area record)
- CR : Record des championnats (championship record)
- MR : Record du meeting (meet record)
- NR : Record national (national record)
- OR : Record olympique (olympic record)
- PR : Record paralympique (paralympic record)
- PB : Record personnel (personal best)
- SB : Meilleure performance personnelle de la saison (season's best)
- WL : Meilleure performance mondiale de l'année (world leader)
- WJR : Record du monde junior (world junior record)
- WR : Record du monde (world record)

Circonstances et Conditions
- DNF : N'a pas terminé (did not finish)
- DNS : N'a pas pris le départ (did not start)
- DQ : Disqualification (disqualification)
- NM : Aucun essai valable enregistré (No Mark)
- Q : Qualifié « directement » au prochain tour (ou à la prochaine compétition), lors d'une compétition majeure, grâce au classement ou à la réalisation des minima (automatic qualifier)
- q : Qualifié au prochain tour (ou à la prochaine compétition), lors d'une compétition majeure, grâce au repêchage ou à la réalisation de l'une des meilleures performances parmi celles des « non qualifiés directement » (grâce au meilleur temps ou à la meilleure distance par exemple) (secondary qualifier)